# 2002
2002 (MMII) là một năm thường bắt đầu vào Thứ ba của lịch Gregory, năm thứ 2002 của Công nguyên hay của Anno Domini, the năm thứ 2  của thiên niên kỷ 3 and the thế kỷ 21, và năm thứ  3   của thập niên 2000. 
Năm 2002 được chỉ định là:
- Năm Du lịch sinh thái và Núi quốc tế
- Năm vùng Xa xôi hẻo lánh ở Úc
- Năm Khoa học quốc gia ở Vương quốc Anh
- Năm Hiểu biết về Tự kỷ ở Vương quốc Anh

## Sự kiện

### Tháng 1
- 1 tháng 1: 
  - Kaspar Villiger trở thành tổng thống của Thụy Sĩ.
  - Đồng Euro được đưa vào sử dụng.
- 2 tháng 1: 
  - Levy Mwanawasa trở thành tổng thống Zambia.
  - Eduardo Duhalde trở thành tổng thống Argentina.[1]
- 13 – 20 tháng 1: Giải vô địch bóng đá bãi biển thế giới 2002 tổ chức tại Brasil, đội tuyển bóng đá bãi biển quốc gia Brasil lần thứ 7 giành chức vô địch.

### Tháng 2
- 11 tháng 2: Bầu cử quốc hội tại Liechtenstein.
- 24 tháng 2: Bầu cử quốc hội tại Lào.

### Tháng 3
- 3 tháng 3: Ít nhất 166 người chết trong vụ Động đất tại vùng Hindu Kush, Afghanistan.
- 10 tháng 3: Bầu cử quốc hội tại Colombia.
- 17 tháng 3: Bầu cử quốc hội tại Bồ Đào Nha.
- 25 tháng 3: Động đất tại vùng Hindu Kush, Afghanistan khiến ít nhất khoảng 1000 người thiệt mạng.

### Tháng 4
- 14 tháng 4: Bầu cử tổng thống Comoros.

### Tháng 5
- 5 tháng 5: Jacques Chirac tái đắc cử tổng thống Pháp.
- 6 tháng 5: Marc Ravalomanana trở thành tổng thống Madagascar.
- 12 tháng 5: Amadou Toumani Touré trở thành tổng thống của Mali.
- 20 tháng 5: Đông Timor giành độc lập.[2]
- 22 – 24 tháng 5: E3 2002 tổ chức tại Hoa Kỳ.
- 25 tháng 5: Bầu cử quốc hội tại Lesotho.
- 30 tháng 5: Bầu cử quốc hội tại Algérie.
- 31 tháng 5 – 30 tháng 6: Giải vô địch bóng đá thế giới 2002 tổ chức tại Nhật Bản và Hàn Quốc, đội tuyển bóng đá quốc gia Brasil lần thứ 5 giành chức vô địch.

### Tháng 6
- 22 tháng 6: Động đất tại Iran, 261 người chết.
- 26 tháng 6: Hải chiến tại Yeonpeong lần 2, 6 người chết.
- 30 tháng 6: Bầu cử quốc hội tại Cameroon.

### Tháng 7
- 25 tháng 7: Avul Pakir Jainulabdeen Abdul Kalam trở thành tổng thống Ấn Độ.
- 27 tháng 7: Fatos Nano trở thành lãnh đạo chính phủ tại Albania.

### Tháng 8
- 7 tháng 8: Álvaro Uribe Vélez trở thành tổng thống của Colombia.
- 9 tháng 8: Capcom và Nintendo phát hành trò chơi điện tử phiêu lưu, trỏ và nhấp Disney's Magical Mirror Starring Mickey Mouse.
- 15 tháng 8: Michael Somare trở thành lãnh đạo chính phủ tại Papua New Guinea.
- 17 tháng 8 – 1 tháng 9: Giải vô địch bóng đá nữ U-19 thế giới 2002 tổ chức tại Canada, đội tuyển bóng đá U-19 nữ quốc gia Hoa Kỳ lần đầu tiên giành chức vô địch.

### Tháng 9
- 10 tháng 9: Thụy Sĩ gia nhập Liên Hợp Quốc.
- 15 tháng 9: Bầu cử quốc hội tại Macedonia.
- 16 tháng 9: Ibrahim Boubacar Keïta trở thành thủ tướng của Mali.
- 27 tháng 9: Bầu cử quốc hội tại Maroc.
- 29 tháng 9 – 14 tháng 10: Đại hội Thể thao châu Á 2002 tổ chức tại Busan, Hàn Quốc.

### Tháng 10
- 5 tháng 10: Bầu cử quốc hội tại Latvia.
- 10 tháng 10: Bầu cử quốc hội tại Pakistan.
- 16 tháng 10: Khai trương Bibliotheca Alexandrina tại Cairo, Ai Cập.
- 29 tháng 10: Xảy ra vụ cháy Trung tâm thương mại quốc tế ITC tại Quận 1, Thành phố Hồ Chí Minh hơn 200 người chết. Đây được xem là vụ cháy kinh hoàng nhất làm chấn động cả Việt Nam thời điểm đó.
- 31 tháng 10: Trận đấu bóng đá giữa hai đội bóng AS Adema và Stade Olympique de l'Emyrne (SOE) diễn ra trong khuôn khổ giải bóng đá vô địch quốc gia Madagascar đã kết thúc với tỷ số 149–0 nghiêng về Adema, được Sách Kỷ lục Guinness công nhận là trận đấu có số bàn thắng nhiều nhất và là trận thắng đậm nhất trong lịch sử bóng đá thế giới.

### Tháng 11
- 7 tháng 11: Idrissa Seck trở thành thủ tướng của Sénégal.
- 21 tháng 11: Zafarullah Khan Jamali trở thành lãnh đạo chính phủ tại Pakistan.
- 27 tháng 11: Anders Fogh Rasmussen trở thành thủ tướng Đan Mạch.

### Tháng 12
- 15 – 29 tháng 12: Giải vô địch bóng đá Đông Nam Á 2002 tổ chức tại Indonesia và Singapore, đội tuyển bóng đá quốc gia Thái Lan lần thứ 3 giành chức vô địch.
- 30 tháng 12: Mwai Kibaki trở thành tổng thống của Kenya.

## Sinh

### Tháng 1
- 1 tháng 1: Leakena In, Á hậu Thế giới Campuchia 2021, Á hậu Hòa bình Campuchia 2021, Á hậu Hòa bình Campuchia 2023
- 11 tháng 1: Mỹ Anh, nữ ca sĩ người Việt Nam, con gái nữ ca sĩ Mỹ Linh và ca sĩ, nhạc sĩ Anh Quân
- 17 tháng 1: Kim Samuel, ca sĩ người Mĩ gốc Hàn Quốc
- 20 tháng 1: MiiNa (Phan Lê Mi), nữ ca sĩ người Việt Nam

### Tháng 2
- 5 tháng 2: Park Jisung, ca sĩ người Hàn, thành viên nhóm nhạc NCT.
- 24 tháng 2: Arietta Morales, con gái của công chúa Alexia của Hy Lạp và Carlos Morales
- 26 tháng 2: Nikita Kering, nhạc sĩ, diễn viên, nhân vật truyền thông người Kenya.

### Tháng 4
- 2 tháng 4: Phạm Đình Duy, cầu thủ bóng đá người Việt Nam
- 21 tháng 4: Nguyễn Phương Nhi, Á hậu Thế giới Việt Nam 2022
- 30 tháng 4: Miguel Urdangarín y de Borbón, con trai của Cristina của Tây Ban Nha và Iñaki Urdangarin

### Tháng 5
- 13 tháng 5: Elisabeth Maria Angela Tatjana, con gái của công chúa Tatjana của Liechtenstein và Philipp của Lattorf
- 14 tháng 5: Isabella Lily Juliana van Vollenhoven, con gái của hoàng tử Bernhard van Oranien-Nassau, van Vollenhoven và công chúa Annette van Oranien-Nassau, van Vollenhoven, Sekreve
- 9 tháng 5: Nguyễn Thị Hương được sinh ra đời ở tỉnh Bình Thuận, Việt Nam

### Tháng 6
- 8 tháng 6: Eloise Sophie Beatrix Laurence, con gái của hoàng tử Constantijn của Oranien-Nassau và công chúa Laurentien của Oranien-Nassau der Hà Lan
- 13 tháng 6
  - Nam Da-reum, diễn viên người Hàn Quốc
  - Russell Horning (Backpack Kid), vũ công Mỹ.
- 18 tháng 6: Huỳnh Trần Ý Nhi, Á khôi Duyên dáng Sinh viên Bình Định 2023, Hoa hậu Thế giới Việt Nam 2023

### Tháng 7
- 1 tháng 7: Huỳnh Thị Thanh Thủy, Á khôi Sinh viên Thanh lịch Đà Nẵng 2021. Hoa hậu Việt Nam 2022, Hoa hậu Quốc tế 2024
- 12 tháng 7: Phum Sophorn, Hoa hậu Campuchia 2020
- 22 tháng 7: hoàng tử Felix Henrik Valdemar Christian của Đan Mạch, con trai của Prinz Joachim của Đan Mạch và Alexandra Manley

### Tháng 9
- 27 tháng 9: Jenna Ortega, diễn viên người Mỹ/México

### Tháng 10
- 5 tháng 10: Jessica Lane, Hoa hậu Trái Đất Úc 2024, Hoa hậu Trái Đất 2024
- 6 tháng 10: Nguyễn Thiện Nhân, ca sĩ Việt Nam
- 26 tháng 10: Lucas Maurits Pieter Henri van Lippe-Biesterfeld van Vollenhoven, con trai củan hoàng tử Maurits van Oranien-Nassau, van Vollenhoven và công chúa Mariléne van Oranien-Nassau, van Vollenhoven, van den Broek
- 20 tháng 10: Trần Anh Khôi được sinh ra đời ở tỉnh Bình Thuận, Việt Nam

### Tháng 12
- 26 tháng 12: Bùi Khánh Linh, Á hậu Hòa bình Việt Nam 2023, Á hậu Liên lục địa 2024

## Mất

### Tháng 1
- 1 tháng 1: Paul Hubschmid, diễn viên sân khấu Thụy Sĩ (sinh 1917)
- 12 tháng 1: Cyrus Vance, chính trị gia Mỹ (sinh 1917)
- 17 tháng 1: Camilo José Cela, nhà văn Tây Ban Nha (sinh 1916)
- 19 tháng 1: Franz Innerhofer, nhà văn Áo (sinh 1944)
- 21 tháng 1: Peggy Lee, nữ ca sĩ nhạc jazz Mỹ (sinh 1920)
- 23 tháng 1: Pierre Bourdieu, nhà xã hội học Pháp (sinh 1930)
- 24 tháng 1: Franz Innerhofer, nhà văn Áo (sinh 1944)
- 27 tháng 1: Franz Meyers, chính trị gia Đức (sinh 1908)
- 27 tháng 1: Alain Vanzo, ca sĩ opera Pháp (sinh 1928)
- 28 tháng 1: Astrid Lindgren, nhà văn nữ người Thụy Điển (sinh 1907)
- 30 tháng 1: Inge Morath, nữ nhiếp ảnh gia Mỹ (sinh 1923)

### Tháng 2
- 1 tháng 2: Hildegard Knef, nữ diễn viên Đức (sinh 1925)
- 6 tháng 2: Max Perutz, nhà hóa học Anh (sinh 1914)
- 8 tháng 2: Joachim Hoffmann, nhà sử học Đức (sinh 1930)
- 10 tháng 2: Dave Van Ronk, nhạc sĩ blues Mỹ (sinh 1936)
- 14 tháng 2: Abdul Rahman, chính trị gia (sinh 1953)
- 14 tháng 2: Günter Wand, người điều khiển dàn nhạc Đức (sinh 1912)
- 22 tháng 2: Barbara Valentin, nữ diễn viên Đức (sinh 1940)
- 22 tháng 2: Jonas Savimbi, chính trị gia Angola (sinh 1966)
- 22 tháng 2: Chuck Jones, họa sĩ vẽ tranh cho truyện comic Mỹ, đạo diễn phim (sinh 1912)
- 24 tháng 2: Eva Hoffmann-Aleith, nhà văn nữ người Đức (sinh 1910)
- 24 tháng 2: Leo Ornstein, nghệ sĩ dương cầm Nga, nhà soạn nhạc (sinh 1895)
- 27 tháng 2: Oskar Sala, nhà soạn nhạc Đức, nhà vật lý học (sinh 1910)

### Tháng 3
- 4 tháng 3: Margarete Neumann, nhà văn nữ Đức (sinh 1917)
- 11 tháng 3: James Tobin, nhà kinh tế học Mỹ (sinh 1918)
- 11 tháng 3: Marion nữ bá tước Dönhoff, nữ nhà báo Đức, nhà nữ xuất bản (sinh 1909)
- 13 tháng 3: Hans-Georg Gadamer, triết gia Đức (sinh 1900)
- 13 tháng 3: Christian Graf von Krockow, nhà chính trị học Đức (sinh 1927)
- 17 tháng 3: Văn Tiến Dũng, Đại tướng Quân đội nhân dân Việt Nam, Tư lệnh Chiến dịch Hồ Chí Minh 1975, Bộ trưởng Bộ Quốc phòng Việt Nam (sinh 1917)
- 18 tháng 3: Gösta Winbergh, nam ca sĩ (sinh 1943)
- 19 tháng 3: Marco Biagi, chính trị gia Ý, nhà khoa học, nhà xuất bản (sinh 1951)
- 27 tháng 3: Billy Wilder, đạo diễn phim Mỹ, tác giả kịch bản, nhà sản xuất (sinh 1906)
- 30 tháng 3: Elizabeth Bowes-Lyon, mẹ của Queen Elizabeth II (sinh 1900)

### Tháng 4
- 1 tháng 4: Heinrich Popitz, nhà xã hội học Đức (sinh 1925)
- 3 tháng 4: Heinz Drache, diễn viên Đức (sinh 1923)
- 3 tháng 4: Frank Tovey, nhạc sĩ Anh (sinh 1956)
- 6 tháng 4: Martin Sperr, nhà văn Đức, diễn viên (sinh 1944)
- 13 tháng 4: Ivan Desny, diễn viên (sinh 1922)
- 16 tháng 4: Herbert Wernicke, đạo diễn phim Đức (sinh 1946)
- 18 tháng 4: Thor Heyerdahl, nhà nhân loại học Na Uy (sinh 1914)
- 19 tháng 4: Đào Duy Khương, Giáo sư, Bác sĩ (sinh 1927)
- 22 tháng 4: Victor Weisskopf, nhà vật lý học Áo (sinh 1908)
- 23 tháng 4: Manfred Bieler, nhà văn Đức (sinh 1934)
- 25 tháng 4: Lisa Lopes, nữ rapper, ca sĩ Mỹ (sinh 1971)
- 27 tháng 4: Hans-Heinrich Thyssen-Bornemisza, nhà tư bản công nghiệp Đức (sinh 1921)
- 30 tháng 4: Karel Milota, thi sĩ Séc, nhà văn, dịch giả (sinh 1937)

### Tháng 5
- 1 tháng 5: Karel Ptáčník, nhà văn Séc (sinh 1921)
- 2 tháng 5: Richard Stücklen, chính trị gia Đức (sinh 1916)
- 5 tháng 5: Hugo Banzer Suárez, chính trị gia, tổng thống Bolivia (sinh 1926)
- 6 tháng 5: Pim Fortuyn, chính trị gia Hà Lan (sinh 1948)
- 10 tháng 5: Gabriele Mucchi, họa sĩ Ý (sinh 1899)
- 10 tháng 5: David Riesman, nhà xã hội học Mỹ (sinh 1909)
- 13 tháng 5: Walerij Lobanowskyj, huấn luyện viên bóng đá Ukraina (sinh 1939)
- 18 tháng 5: Wolfgang Eduard Schneiderhan, nhạc sĩ Áo (sinh 1915)
- 19 tháng 5: John Grey Gorton, thủ tướng Úc (sinh 1911)
- 20 tháng 5: Stephen Jay Gould, nhà cổ sinh vật học Mỹ, nhà địa chất (sinh 1941)
- 21 tháng 5: Niki de Saint Phalle, nữ điêu khắc gia Pháp, nữ họa sĩ (sinh 1930)

### Tháng 6
- 13 tháng 6: Ralph Shapey, người điều khiển dàn nhạc Mỹ, nhà soạn nhạc (sinh 1921)
- 17 tháng 6: Fritz Walter, cầu thủ bóng đá Đức (sinh 1920)
- 20 tháng 6: Erwin Chargaff, nhà hóa sinh Mỹ, nhà văn (sinh 1905)
- 20 tháng 6: Martinus Osendarp, vận động viên điền kinh Hà Lan (sinh 1916)
- 23 tháng 6: Alice Stewart, nữ bác sĩ Anh
- 26 tháng 6: Alfred Lorenzer, nhà xã hội học Đức (sinh 1922)
- 27 tháng 6: John Entwistle, nhạc sĩ nhạc rock Anh, The Who (sinh 1944)
- 29 tháng 6: Alfred Dregger, chính trị gia Đức (sinh 1920)
- 29 tháng 6: Rosemary Clooney, nữ diễn viên, nữ ca sĩ Mỹ (sinh 1928)

### Tháng 7
- 2 tháng 7: Jean-Yves Daniel-Lesur, nhà soạn nhạc Pháp, nghệ sĩ đàn ống (sinh 1908)
- 6 tháng 7: John Frankenheimer, đạo diễn phim Mỹ (sinh 1930)
- 9 tháng 7: Rod Steiger, diễn viên Mỹ (sinh 1925)
- 11 tháng 7: Rosco Gordon, nhạc sĩ blues Mỹ (sinh 1928)
- 16 tháng 7: Joseph Luns, chính trị gia Hà Lan (sinh 1911)
- 25 tháng 7: Johannes Joachim Degenhardt, Hồng y Giáo chủ Đức (sinh 1926)
- 26 tháng 7: Jutta Hecker, nhà văn nữ Đức (sinh 1904)
- 28 tháng 7: Archer Martin, nhà hóa học Anh, nhận Giải thưởng Nobel (sinh 1910)
- 30 tháng 7: Willy Mattes, nhà soạn nhạc Áo (sinh 1916)

### Tháng 8
- 5 tháng 8: Francisco Coloane, nhà văn Chile (sinh 1910)
- 11 tháng 8: Jiří Kolář, thi sĩ Séc, nghệ nhân tạo hình (sinh 1914)
- 19 tháng 8: Eduardo Chillida, nhà điêu khắc (sinh 1924)
- 25 tháng 8: Karolina Lanckorońska, nữ sử gia về nghệ thuật Ba Lan, nhà văn nữ (sinh 1898)
- 27 tháng 8: Jane Tilden, nữ diễn viên Đức (sinh 1910)
- 29 tháng 8: Lance Macklin, đua xe Anh (sinh 1919)
- 31 tháng 8: Lionel Hampton, nhạc sĩ nhạc jazz Mỹ (sinh 1908)

### Tháng 9
- 7 tháng 9: Eugenio Coseriu, nhà ngôn ngữ học Romania (sinh 1921)
- 8 tháng 9: Georges-André Chevallaz, chính trị gia Thụy Sĩ (sinh 1915)
- 22 tháng 9: Marga Petersen, nữ vận động viên điền kinh Đức (sinh 1919)
- 23 tháng 9: Eberhard Werner, nghệ nhân Đức, họa sĩ phong cảnh (sinh 1924)
- 30 tháng 9: Hans-Peter Tschudi, chính trị gia Thụy Sĩ (sinh 1913)

### Tháng 10
- 6 tháng 10: Wolfgang Mischnick, chính trị gia Đức (sinh 1921)
- 12 tháng 10: Ray Conniff, nhạc sĩ, nhà soạn nhạc (sinh 1916)
- 19 tháng 10: Manuel Álvarez Bravo, nhiếp ảnh gia Mexico (sinh 1902)
- 21 tháng 10: Jesse Leonard Greenstein, nhà thiên văn học Mỹ (sinh 1909)
- 23 tháng 10: Marianne Hoppe, nữ diễn viên Đức (sinh 1909)
- 25 tháng 10: Richard Harris, diễn viên Ireland (sinh 1930)
- 25 tháng 10: René Thom, giáo sư Pháp về toán học (sinh 1923)
- 26 tháng 10: Siegfried Unseld, nhà xuất bản Đức (sinh 1924)

### Tháng 11
- 7 tháng 11: Rudolf Augstein, nhà báo Đức, nhà xuất bản, nhà xuất bản (sinh 1923)
- 10 tháng 11: Gert Westphal, diễn viên Đức (sinh 1920)
- 17 tháng 11: Abba Eban, chính trị gia Israel, nhà ngoại giao (sinh 1915)
- 18 tháng 11: James Coburn, diễn viên Mỹ (sinh 1928)
- 24 tháng 11: John Rawls, triết gia Mỹ (sinh 1921)
- 25 tháng 11: Karel Reisz, đạo diễn phim Anh (sinh 1926)
- 29 tháng 11: Daniel Gélin, diễn viên Pháp (sinh 1921)
- 30 tháng 11: Hans Hartz, nhạc sĩ Đức, nhà soạn nhạc (sinh 1943)

### Tháng 12
- 2 tháng 12: Ivan Illich, tác giả Áo, triết gia, nhà thần học (sinh 1926)
- 3 tháng 12: Klaus Löwitsch, diễn viên Đức (sinh 1936)
- 5 tháng 12: Bob Berg, nhạc sĩ nhạc jazz Mỹ (sinh 1951)
- 6 tháng 12: Gerhard Löwenthal, nhà báo Đức (sinh 1922)
- 9 tháng 12: Tố Hữu, nhà thơ, chính trị gia nổi tiếng người Việt Nam (sinh 1920)
- 9 tháng 12: Mary Hansen, nữ nhạc sĩ Úc (sinh 1966)
- 10 tháng 12: Ian MacNaughton, đạo diễn phim Anh (sinh 1925)
- 21 tháng 12: José Hierro, nhà văn Tây Ban Nha
- 22 tháng 12: Joe Strummer, nhạc sĩ nhạc rock Anh (sinh 1952)
- 26 tháng 12: Herb Ritts, nhiếp ảnh gia Mỹ (sinh 1952)
- 27 tháng 12: George Roy Hill, đạo diễn phim Mỹ (sinh 1922)

## Giải thưởng Nobel
- Vật lý: Raymond Davis Jr., Koshiba Masatoshi, Riccardo Giacconi
- Hóa học: Kurt Wüthrich, John Fenn, Tanaka Kōichi
- Y học: Sydney Brenner, H. Robert Horvitz, John Sulston
- Văn học: Imre Kertész
- Hòa bình: Jimmy Carter
- Kinh tế học: Daniel Kahneman, Vernon L. Smith